# Esquirol volador pigmeu de Kinloch
L'esquirol volador pigmeu de Kinloch (Petaurillus kinlochii) és una espècie de rosegador de la família dels esciúrids. És endèmic de Selangor (Malàisia). El seu hàbitat natural probablement són els boscos i les plantacions d'arbre del cautxú. Està amenaçat per la destrucció del seu medi.
L'espècie probablement fou anomenada en honor de Vincent Kinloch.